# Die Postkutsche

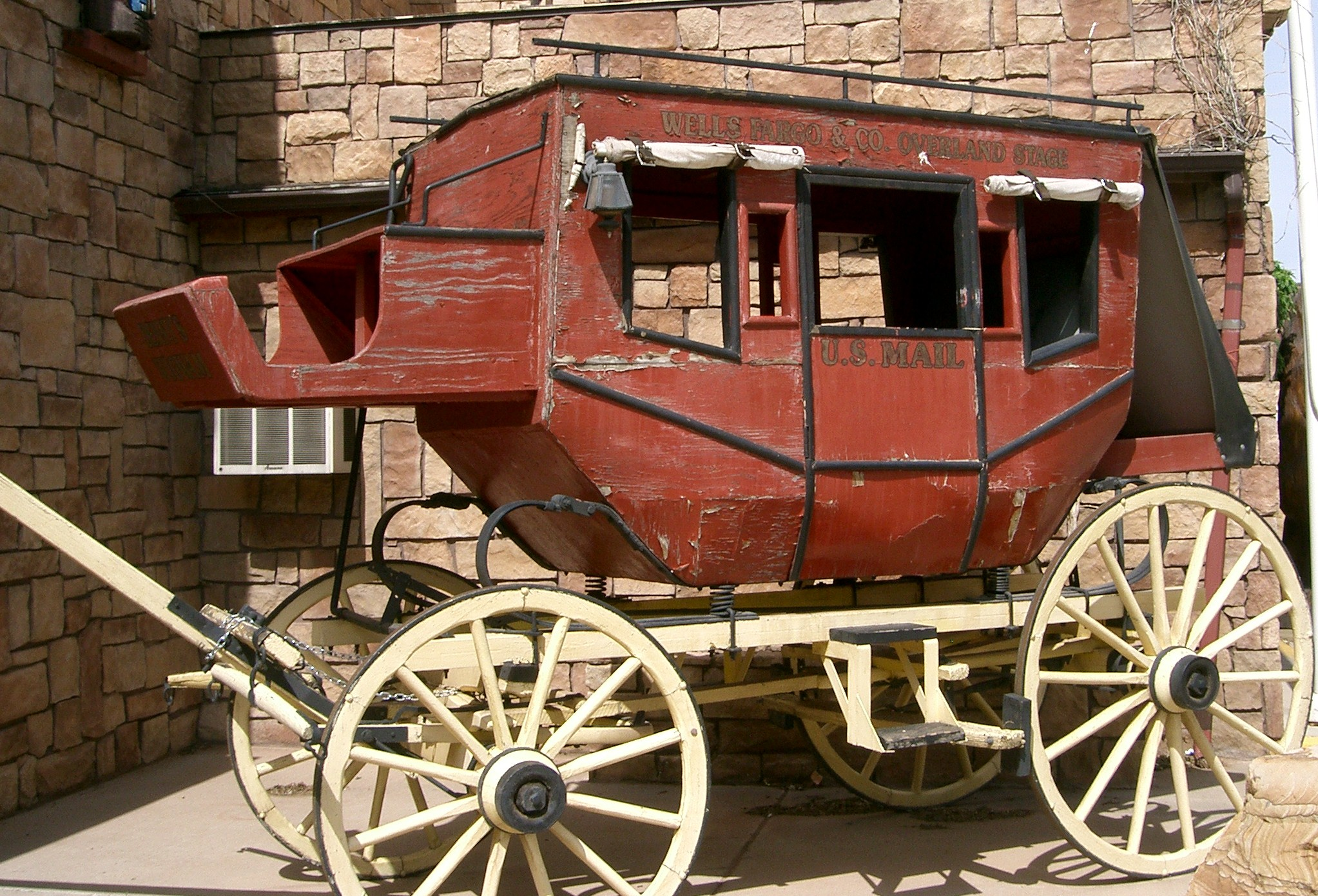
Typische Postkutsche der Wells Fargo & Co.

Die Postkutsche (französischer Originaltitel: La Diligence) ist ein Comic-Band aus der Lucky-Luke-Reihe, der von Morris gezeichnet und von René Goscinny getextet wurde. Ursprünglich wurde die Geschichte 1967 im belgisch-französischen Comic-Magazin Spirou und ein Jahr später als erster Band von Dargaud (insgesamt 32. Band) in Frankreich veröffentlicht.
Nach der Zählung des Ehapa-Verlages (beziehungsweise zu Beginn des Delta-Verlages aus Ehapa und Dargaud) ist Die Postkutsche der 15. Band der Reihe und somit der erste von Ehapa veröffentlichte Band. Die Zählung begann mit 15, da zunächst noch die Bände mit kleineren Nummern beim Koralle-Verlag erhältlich waren. Zuvor wurde der Comic schon bei Kauka und Yps als Fortsetzungsgeschichte oder in Zack beim Koralle-Verlag gezeigt, jedoch erhielt der Comic damals andere Namen.
Für die Zeichentrickserie Lucky Luke wurde dieser Band verfilmt.

## Inhalt
Lucky Luke wird von Mr. Oakleaf, dem Direktor der Wells Fargo & Co, zu sich gebeten, da die Postkutschen der Wells Fargo übermäßig vielen Überfällen ausgeliefert sind. Lucky Luke soll eine Postkutsche begleiten, deren Kutscher Hank Bully ist, und die angeblich Gold geladen hat. Luke nimmt an, und so wird die Fahrt mit Plakaten und in Zeitungen angekündigt. Passagiere der Postkutsche sind ein Fotograf, ein Goldgräber, dem das Gold gehört, ein scheinbarer Prediger, ein Buchhalter samt Gattin, sowie der Falschspieler Scat Thumbs, der zur Mitfahrt gezwungen wird. Die Reise wird durch eine Reihe von Banditen, natürlichen Hindernissen und Indianern gestört. Als die Reiseroute geändert wird, sodass nur die Passagiere davon erfahren, wird die Kutsche dennoch überfallen. Dadurch fällt auf, dass der Prediger ein Betrüger ist. In Salt Lake City wird er daher dem Sheriff übergeben, wo auch ein weiterer Falschspieler die Reise begleiten muss. Vor der letzten Station, die ohne Eskorte erreicht werden muss, Sacramento, wird die Kutsche von Black Bart erfolgreich überfallen. Der Fotograf macht ein Foto von Black Bart. Doch da, wie sich herausstellt, nur Steine in der Goldkiste sind, und er daraufhin von Lucky Luke überrascht wird, flieht er. Die Wells Fargo hat das Gold geheim nach Sacramento bringen lassen. Aufgrund eines Wäschereizeichens, das bei dem Foto sichtbar wird, kann Black Bart identifiziert werden.

## Weitere Auftritte der Protagonisten in anderen Alben
Der Kutscher Hank Bully spielt in Die Verlobte von Lucky Luke wieder eine Rolle und hat einen Kurzauftritt in der Kurzgeschichte Lucky Luke und Machine Gun Kid im Album Ein Menü mit blauen Bohnen. In letztgenanntem Band gibt es zudem einen namenlosen Barkeeper, der genauso aussieht, in der Kurzgeschichte Paradise Gulch.
Die Kurzgeschichte Die gute Nachricht im Band Der Galgenstrick und andere Geschichten handelt von einem Missionar, der dem falschen Prediger in der Postkutsche frappierend ähnlich sieht.